# Liste der Kulturdenkmale in Vogelsberg (Thüringen)
In der Liste der Kulturdenkmale in Vogelsberg sind alle Kulturdenkmale der thüringischen Gemeinde Vogelsberg (Landkreis Sömmerda) und ihrer Ortsteile aufgelistet (Stand: 2006).

## Vogelsberg
Einzeldenkmale
| Bild                           | Bezeichnung                                                                                  | Lage                             | Datierung | Beschreibung | ID |
| ------------------------------ | -------------------------------------------------------------------------------------------- | -------------------------------- | --------- | ------------ | -- |
| weitere Bilder Fotos hochladen | Kirche mit Ausstattung sowie Friedhof mit historischen Grabsteinen und Leichenhalle von 1833 | Kirchgasse (Karte)               |           |              |    |
| BW                             | Tür                                                                                          | Brauhausstraße 6 (Karte)         |           |              |    |
| BW                             | Feuerwehrgerätehaus, ehem. Dorfschmiede                                                      | Karl-Marx-Platz 3 (Karte)        |           |              |    |
| Fotos hochladen                | Kriegerdenkmal und Waidstein                                                                 | Karl-Marx-Platz (Karte)          |           |              |    |
| BW                             | Pfarrhaus                                                                                    | Kirchgasse 1 (Karte)             |           |              |    |
| BW                             | Hofanlage                                                                                    | Lange Straße 29 (Karte)          |           |              |    |
| BW                             | Wohnhaus inkl. sog. Gefängnis, Ofenplatte und Taubenturm                                     | Lange Straße 35 (Karte)          |           |              |    |
| BW                             | Hofanlage                                                                                    | Lange Straße 37 (Karte)          |           |              |    |
| BW                             | Gasthaus "Zur Eiche"                                                                         | Rosa-Luxemburg-Straße 1 (Karte)  |           |              |    |
| BW                             | Hofanlage                                                                                    | Rosa-Luxemburg-Straße 16 (Karte) |           |              |    |

## Quelle
- Landkreis Sömmerda. (Memento vom 1. Februar 2017 im Internet Archive; PDF; 160 kB) landkreis-soemmerda.de, Auszug aus dem Denkmalbuch des Landes Thüringen